# Sypna
Sypna là một chi bướm đêm thuộc họ Erebidae.

## Loài
- Sypna buruensis Prout, 1926
- Sypna omicronigera Guenée, 1852